# Уотмор, Дункан
Ду́нкан Уо́тмор (англ. Duncan Watmore; род. 8 марта 1994, Манчестер, Большой Манчестер) — английский футболист, нападающий клуба «Миллуолл».

## Футбольная карьера
Уотмор выступал в юношеской академии «Манчестер Юнайтед» с 2002 по 2006 год, но в возрасте 12 лет был отпущен клубом. С 2010 по 2012 год выступал за молодёжный состав клуба «Олтрингем». В 2012 году был в аренде в клубе «Клайтеро». В августе 2012 года пробился в основной состав «Олтрингема». В сезоне 2012/13 забил 14 голов в 29 матчах.
24 мая 2013 года Уотмор перешёл в клуб Премьер-лиги «Сандерленд», сумма трансфера не разглашалась. 5 января 2014 года Уотмор дебютировал в основном составе «Сандерленда», выйдя на замену Чи Дон Вону в матче третьего раунда Кубка Англии против «Карлайл Юнайтед» на «Стэдиум оф Лайт».
31 января 2014 года Уотмор отправился в аренду в шотландский клуб «Хиберниан» до окончания сезона 2013/14. 15 марта 2014 года забил первый в своей профессиональной карьере гол в матче против «Партик Тисл».

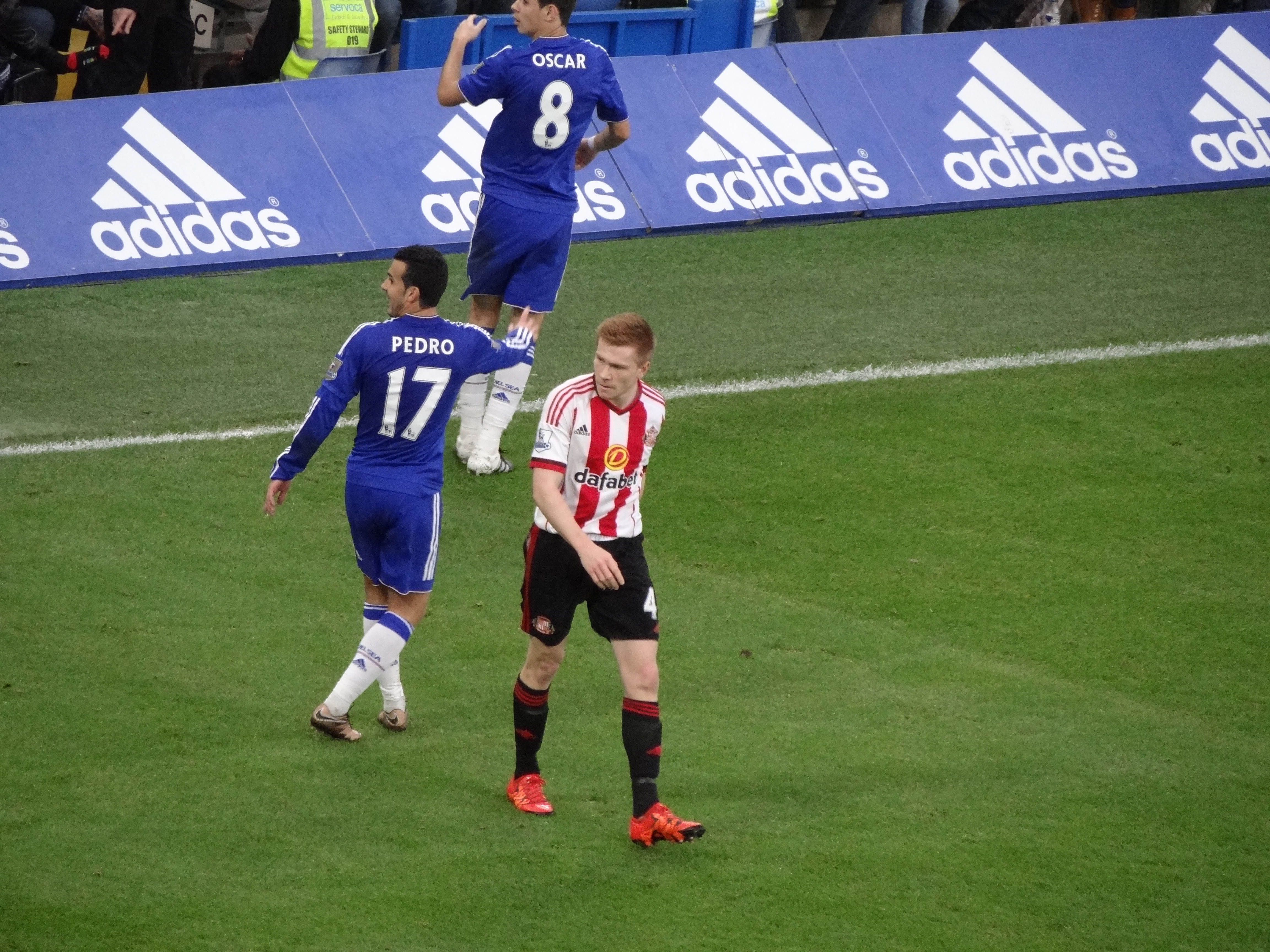
Уотмор в 2015 году

29 мая 2015 года Уотмор был признан лучшим игроком сезона в Лиге профессионального развития, забив 11 голов в 18 матчах молодёжного чемпионата.
15 августа 2015 года дебютировал в Премьер-лиге в матче против «Норвич Сити», выйдя на замену на 70-й минуте: к тому моменту «чёрные коты» проигрывали со счётом 0:3. На 88-й минуте Уотмор забил гол, матч завершился со счётом 1:3. Десять дней спустя, 25 августа, Уотмор отличился в игре Кубка Футбольной лиги против «Эксетер Сити», завершившейся победой «Сандерленда» со счётом 6:3. 22 ноября 2015 года Уотмор подписал новый четырёхлетний контракт с клубом до 2020 года. 28 ноября 2015 года в матче против «Сток Сити» Дункан вышел на замену вместо получившего травму Джермейна Дефо, заработал несколько штрафных ударов из-за фолов соперника против него, включая удаление Райана Шоукросса, и забил гол; матч завершился победой «чёрных котов» со счётом 2:0.
3 декабря 2016 года Дункан Уотмор получил тяжёлую травму крестообразных связок колена в столкновении с Кристианом Фуксом, из-за чего выбыл из строя на остаток сезона 2016/17.

## Карьера в сборной
28 мая 2015 года Уотмор дебютировал в составе сборной Англии до 20 лет на турнире в Тулоне, забив гол в матче против сборной Марокко. 3 июня 2015 года забил свой второй гол в матче против Мексики. Он был включён в состав символической команды турнира и был признан «открытием турнира».
В августе 2015 года Уотмор получил вызов в сборную Англии до 21 года. 3 сентября 2015 года дебютировал в составе сборной Англии до 21 года в матче против США до 23 лет, отдав голевую передачу на Джеймса Уилсона, забившего победный мяч.
16 ноября 2015 года забил свой первый мяч за молодёжную сборную Англии и сделал две голевые передачи в матче против Швейцарии в рамках отборочного турнира к молодёжному чемпионату Европы.
В 2016 году принял участие в турнире в Тулоне, который англичане выиграли впервые за 22 года.

## Достижения

### Личные достижения
- Игрок года в «Олтрингеме» по версии болельщиков: 2013
- Игрок сезона в Премьер-лиге до 21 года: 2014/15
- «Открытие» турнира в Тулоне: 2015
- Молодой игрок сезона в «Сандерленде» по версии болельщиков: 2015/16

### Командные достижения
- Победитель турнира в Тулоне: 2016

## Личная жизнь
Дункан — сын Иана Уотмора, бывшего исполнительного директора Футбольной ассоциации. В 2015 году окончил Ньюкаслский университет, получив диплом с отличием в сфере экономики и бизнес-менеджмента. Он стал вторым игроком в истории Премьер-лиги, получившим диплом с отличием, после Дэвида Уэтеролла в 1992 году.

## Статистика выступлений
| Клуб               | Сезон   | Лига                 | Лига | Лига | Кубок страны | Кубок страны | Кубок лиги | Кубок лиги | Прочие1 | Прочие1 | Итого | Итого |
| Клуб               | Сезон   | Дивизион             | Игры | Голы | Игры         | Голы         | Игры       | Голы       | Игры    | Голы    | Игры  | Голы  |
| ------------------ | ------- | -------------------- | ---- | ---- | ------------ | ------------ | ---------- | ---------- | ------- | ------- | ----- | ----- |
| Олтрингем          | 2011/12 | Северная конференция | 11   | 1    | 0            | 0            | 0          | 0          | 0       | 0       | 11    | 1     |
| Олтрингем          | 2012/13 | Северная конференция | 37   | 14   | 3            | 0            | 0          | 0          | 3       | 0       | 43    | 14    |
| Олтрингем          | Итого   | Итого                | 48   | 15   | 3            | 0            | 0          | 0          | 3       | 0       | 54    | 15    |
| Сандерленд         | 2013/14 | Премьер-лига         | 0    | 0    | 1            | 0            | 0          | 0          | 0       | 0       | 1     | 0     |
| Хиберниан (аренда) | 2013/14 | Премьершип           | 9    | 1    | 1            | 0            | 0          | 0          | 0       | 0       | 10    | 1     |
| Сандерленд         | 2014/15 | Премьер-лига         | 0    | 0    | 0            | 0            | 0          | 0          | 0       | 0       | 0     | 0     |
| Сандерленд         | 2015/16 | Премьер-лига         | 23   | 3    | 1            | 0            | 1          | 1          | 0       | 0       | 25    | 4     |
| Сандерленд         | 2016/17 | Премьер-лига         | 14   | 0    | 0            | 0            | 3          | 0          | 0       | 0       | 17    | 0     |
| Сандерленд         | Итого   | Итого                | 37   | 3    | 2            | 0            | 4          | 1          | 0       | 0       | 43    | 4     |
| Итого              | Итого   | Итого                | 94   | 19   | 6            | 0            | 4          | 1          | 3       | 0       | 107   | 20    |

1Трофей Футбольной ассоциации, плей-офф Футбольной конференции.